# Cabeza de choque de alto poder explosivo

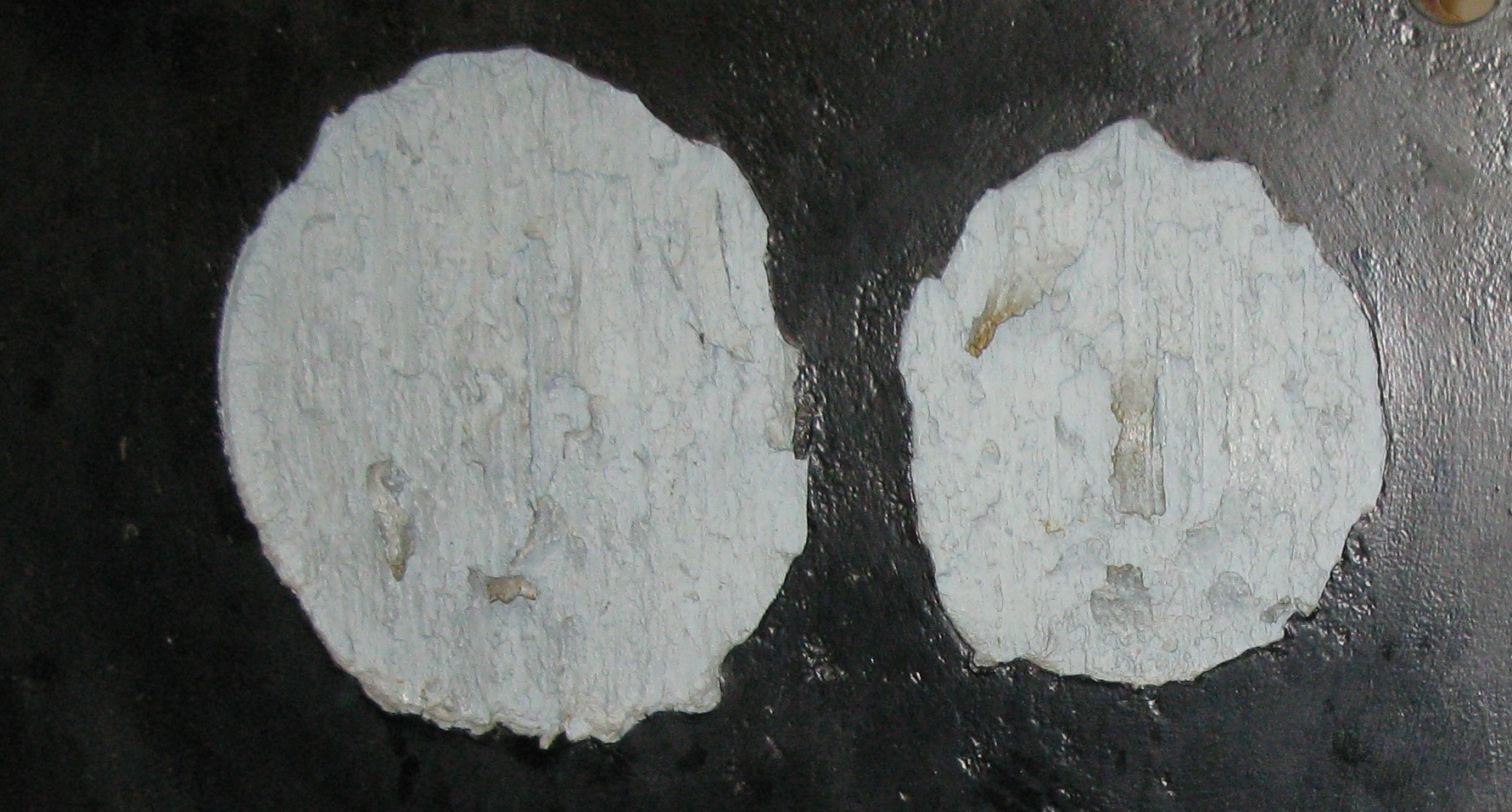
Destrucción hecha por una cabeza de choque de alto poder explosivo.

Una cabeza de choque de alto poder explosivo (abreviado HESH, acrónimo de High Explosive Squash Head) es un tipo de munición antitanque cuya ojiva está llena de un explosivo plástico dúctil y una espoleta de acción retardada que retrasa la explosión de la carga. De este modo el proyectil se aplasta contra el blindaje antes de su detonación. Al hacerlo transmite una enorme energía al metal, consiguiendo que este vibre en una frecuencia tal que causa su ruptura por su cara interna, arrojando violentamente restos del mismo blindaje a modo de metralla que causa la muerte o graves heridas a la tripulación. Esta munición no depende de la velocidad para ser efectiva.
Fue usada profusamente por fuerzas inglesas durante la primera Guerra del Golfo.
Un proyectil HESH mantiene aún el récord mundial documentado de destrucción más lejana entre tanques, en la que un Challenger británico destruyó un T-54 iraquí desde 4.700 metros de distancia[cita requerida].
Para combatir este tipo de municiones son efectivos los blindajes compuestos que, gracias a estar formados de múltiples capas de diferentes materiales, evitan la formación de la onda de choque rompedora. Otra solución pasiva es equipar al tanque con blindaje reactivo el cual absorberá todo el impacto, en caso de que no ocurra eso, en los tanques modernos el blindaje compuesto del que ya se comentaron sus propiedades.